# Gerichtsbezirk Amstetten
Der Gerichtsbezirk Amstetten ist ein Gerichtsbezirk in Niederösterreich. Er umfasst Teile des Bezirks Amstetten. Der übergeordnete Gerichtshof in zweiter Instanz ist das Landesgericht St. Pölten, ferner das Oberlandesgericht Wien und der Oberste Gerichtshof in Wien.
Von Jänner 2014 bis August 2017 waren die Gerichtsbezirke Haag und Waidhofen an der Ybbs in den Gerichtsbezirk Amstetten eingegliedert, ehe sie zum 1. September 2017 in ihrer ursprünglichen Form wieder errichtet wurden.

## Gerichtssprengel
Einwohner: Stand 1. Jänner 2024
- Städte
  - Amstetten (23.899)

- Marktgemeinden
  - Ardagger (3620)
  - Aschbach-Markt (3803)
  - Euratsfeld (2780)
  - Ferschnitz (1878)
  - Neuhofen an der Ybbs (3069)
  - Neustadtl an der Donau (2163)
  - Oed-Oehling (2158)
  - Sankt Georgen am Ybbsfelde (2838)
  - Wallsee-Sindelburg (2213)
  - Zeillern (1939)

- Gemeinden
  - Viehdorf (1369)
  - Winklarn (1854)

## Geschichte
Der Gerichtsbezirk Amstetten existiert seit 1910. Am 1. Juli 2002 wurde der ehemalige Gerichtsbezirk Sankt Peter in der Au aufgelöst und die Marktgemeinde Aschbach-Markt dem Gerichtsbezirk Amstetten zugewiesen. Am 1. Jänner 2014 wurden die Gerichtsbezirke Haag und Waidhofen an der Ybbs aufgelöst und die Gemeinden dem Gerichtsbezirk Amstetten zugewiesen.
Am 1. September 2017 wurden die Gerichtsbezirke Haag und Waidhofen an der Ybbs wieder in ihrer ursprünglichen Form errichtet.